# Sex, Dope & Hip Hop
Sex, Dope & Hip Hop je prvi i jedini samostalni uradak riječkog repera DJ Pimp. Sve pjesme su snimljene u Studio Vakamare - Ičići i Studio Draga Sušak. Video spotovi su napravljeni za pjesme Kung Fu Prijatelj, Djevojke u Ljetnim Haljinama i Tic Tac.

## Popis pjesama
1. Pregled Programa (Intro Skit)
2. Djevojke U Ljetnim Haljinama (ft. Haustor)
3. ...Ov Funk
4. Što Se Mora ...(ft. Phlaggma-T)
5. Kung Fu Prijatelj
6. La Di Da Di (ft. Diana Kay)
7. Debeli Funk (ft. Agata)
8. Hip Hop Unplugged (ft. DJ Knockout, Dhirtee III Ratz & MC Buffalo)
9. Split 25.04.1998. (Skit) (ft. Alex iz TBF)
10. Pričalo (Skit)
11. Slavko Legenda
12. Tic Tac (ft. DJ Knockout)
13. Čokolada
14. Nešto Za Brejkanje (Megamix)
15. Spremni! (ft. Gori Ussi Winnetou)
16. Čuvaj Se Crvenih Mrava
17. Nečuveno - D.J. Pimp Remix 2000 (ft. Let 3)
18. Za Ekipu (Skit)
19. Klik